# 2. Lig 2022
La 2. Lig 2022 è la 13ª edizione del campionato di football americano di secondo livello, organizzato dalla TBSF.

## Squadre partecipanti
| Club                     | Città          | Stadio | Sponsor ufficiale | Risultato nella stagione 2021 |
| ------------------------ | -------------- | ------ | ----------------- | ----------------------------- |
| Antalyaspor              | Adalia         |        |                   |                               |
| Çınar Raiders            | Çınar          |        |                   |                               |
| Ege Dolphins             | Smirne         |        |                   |                               |
| İzmir Halcyons           | Smirne         |        |                   |                               |
| Kocaeli Sharks           | Kocaeli        |        |                   |                               |
| Kocatepe Victory Walkers | Afyonkarahisar |        |                   |                               |
| ÖzÜ Wolves               | Istanbul       |        |                   |                               |
| Selçuk Kartallar         | Konya          |        |                   |                               |
| Uludağ Timsahlar         | Bursa          |        |                   |                               |

## Stagione regolare

### Calendario

#### 1ª giornata
| Bursa 16 aprile 2022, ore 19:00 | Uludağ Timsahlar | 18 – 22 | İzmir Halcyons | Fethiye Spor Kompleksi |

| Kocaeli 17 aprile 2022, ore 13:00 | Kocaeli Sharks | 9 – 30 | Ege Dolphins | Kocaeli University Stadium |

| Adalia 17 aprile 2022, ore 14:00 | Antalyaspor | 8 – 0 | Kocatepe Victory Walkers | Atilla Vehbi Konuk Tesisleri |

| Kocaeli 17 aprile 2022, ore 14:00 | Çınar Raiders | 48 – 6 | Selçuk Kartallar | Çınar Spor Tesisleri |

#### 2ª giornata
| Karatay 21 maggio 2022, ore 12:30 | Selçuk Kartallar | 0 – 25 | Antalyaspor | Saraçoğlu Spor Tesisleri |

| Afyonkarahisar 22 maggio 2022, ore 14:30 | Kocatepe Victory Walkers | 21 – 12 | Çınar Raiders | Afyon Atletizm Sahası |

| Smirne 22 maggio 2022, ore 18:00 | Ege Dolphins | 7 – 34 | İzmir Halcyons | Balçova Spor Kompleksi |

#### 3ª giornata
| Bursa 28 maggio 2022, ore 19:30 | Uludağ Timsahlar | 12 – 13 | Kocaeli Sharks | Fethiye Spor Kompleksi |

| Istanbul 29 maggio 2022, ore 16:30 | ÖzÜ Wolves | 18 – 20 | Ege Dolphins | Özyeğin Üniversitesi Spor Merkezi |

#### 4ª giornata
| Smirne 4 giugno 2022, ore 13:00 | İzmir Halcyons | 26 – 0 | Kocaeli Sharks | Balçova Spor Kompleksi |

| Adalia 4 giugno 2022, ore 16:00 | Antalyaspor | 8 – 0 | Çınar Raiders | Atilla Vehbi Konuk Tesisleri |

| Karatay 5 giugno 2022, ore 16:30 | Selçuk Kartallar | 0 – 28 | Kocatepe Victory Walkers | Saraçoğlu Spor Tesisleri |

| Istanbul 5 giugno 2022, ore 19:00 | ÖzÜ Wolves | 21 – 48 | Uludağ Timsahlar | Özyeğin Üniversitesi Spor Merkezi |

#### 5ª giornata
| Smirne 11 giugno 2022, ore 19:00 | İzmir Halcyons | 25 – 0 (a tavolino) | ÖzÜ Wolves | Balçova Spor Kompleksi |

| Smirne 12 giugno 2022, ore 16:30 | Ege Dolphins | 14 – 20 | Uludağ Timsahlar | Kemal Paşa Armutlu Futbol Tesisleri |

#### 6ª giornata
| Kocaeli 19 giugno 2022, ore 12:00 | Kocaeli Sharks | 25 – 0 (a tavolino) | ÖzÜ Wolves | Kocaeli University Stadium |

### Classifiche
Le classifiche della regular season sono le seguenti:
- PCT = percentuale di vittorie, G = partite giocate, V = partite vinte,  P = partite perse, PF = punti fatti, PS = punti subiti

#### Girone Ovest
| Pos. | Squadra          | PCT   | G | V | N | P | PF  | PS  |
| ---- | ---------------- | ----- | - | - | - | - | --- | --- |
| 1    | İzmir Halcyons   | 1.000 | 4 | 4 | 0 | 0 | 107 | 25  |
| 2    | Ege Dolphins     | .500  | 4 | 2 | 0 | 2 | 71  | 81  |
| 3    | Uludağ Timsahlar | .500  | 4 | 2 | 0 | 2 | 98  | 70  |
| 4    | Kocaeli Sharks   | .500  | 4 | 2 | 0 | 2 | 47  | 68  |
| 5    | ÖzÜ Wolves       | .000  | 4 | 0 | 0 | 4 | 39  | 118 |

#### Girone Est
| Pos. | Squadra                  | PCT   | G | V | N | P | PF | PS  |
| ---- | ------------------------ | ----- | - | - | - | - | -- | --- |
| 1    | Antalyaspor              | 1.000 | 3 | 3 | 0 | 0 | 41 | 0   |
| 2    | Kocatepe Victory Walkers | .667  | 3 | 2 | 0 | 1 | 49 | 20  |
| 3    | Çınar Raiders            | .333  | 3 | 1 | 0 | 2 | 60 | 35  |
| 4    | Selçuk Kartallar         | .000  | 3 | 0 | 0 | 3 | 6  | 101 |

## Playoff

### Tabellone
|  | Semifinali | Semifinali               | Semifinali |             |    | Final          | Final | Final |  |
|  |            |                          |            |             |    |                |       |       |  |
|  | 1O         | İzmir Halcyons           | 28         |             |    |                |       |       |  |
|  | 1O         | İzmir Halcyons           | 28         |             |    |                |       |       |  |
|  | 2E         | Kocatepe Victory Walkers | 0          |             |    |                |       |       |  |
|  | 2E         | Kocatepe Victory Walkers | 0          |             | 1O | İzmir Halcyons | 21    |       |  |
|  |            |                          |            |             | 1O | İzmir Halcyons | 21    |       |  |
|  |            |                          | 1E         | Antalyaspor | 0  |                |       |       |  |
|  | 1E         | Antalyaspor              | 1E         | Antalyaspor | 0  | 31             |       |       |  |
|  | 1E         | Antalyaspor              |            |             |    |                |       |       |  |
|  | 2O         | Ege Dolphins             | 6          |             |    |                |       |       |  |

### Semifinali
| Smirne 25 giugno 2022, ore 19:30 | İzmir Halcyons | 28 – 0 | Kocatepe Victory Walkers | Balçova Spor Kompleksi |

| Adalia 26 giugno 2022, ore 16:30 | Antalyaspor | 31 – 6 | Ege Dolphins | Atilla Vehbi Konuk Tesisleri |

### Final
| Ankara 2 luglio 2022, ore 20:00 | İzmir Halcyons | 21 – 0 | Antalyaspor | Beytepe Amerikan Futbolu Sahası |

## Verdetti
- İzmir Halcyons Vincitori della 2. Lig 2022 e promossi in 1. Lig 2023